# Гомес Харамильо, Игнасио
Игнасио Гомес Харамильо (исп. Ignacio Gómez Jaramillo; 30 декабря 1910, Медельин — 12 июля 1970, Ковеньяс) — колумбийский живописец, художник-монументалист.

## Биография
Сперва окончил художественную школу в Медельине . Позже нескольких семестров изучал инженерию в колледже. В 1928 году работал чертежником.
Затем учился живописи в Боготе, в 1929—1931 годах продолжил обучение в Мадриде, где изучал архитектуру в Академии Сан-Фернандо, но вскоре вновь обратился к живописи, поступил в Королевский художественный институт Барселоны, позже в художественной академии Гранд-Шомьер в Париже, в 1936 году, получив государственную стипендию, побывал Мексике.
В 1940—1944 годах был профессором, руководил Школой изящных искусств в Боготе.
Президент Общества писателей и художников Колумбии. Как публицист опубликовал серию полемических работ о колумбийском искусстве.

## Творчество
Гомес Харамильо был одним из трёх видных художников-муралистов, которые произвели революцию в жанре монументальной росписи в Колумбии.
В творчестве И. Гомес Харамильо, близком социальному реализму мексиканских монументалистов, используются народные сюжеты, индейская тематика.
Росписям и станковым работам художника свойственны строгость пластически выразительных форм, лаконизм характеристик.
Основные работы: росписи театра «Колон» «Приглашение к танцу» (1937—38) и две фрески для Национального капитолия «Освобождение рабов» и «Восстание коммунаров» (1938—40) в Боготе, портрет матери (1938) и др.
В 1940 и 1942 годах получил первые премии в области живописи Национального общества художников.